# Sterling (Utah)
Sterling es un pueblo ubicado en el condado de Sanpete en el estado estadounidense de Utah. En el año 2000 tenía una población de 235 habitantes. 

## Geografía
Sterling se encuentra ubicado en las coordenadas 39°11′39″N 111°41′30″O / 39.19417, -111.69167. Según la Oficina del Censo, la localidad tiene un área total de 0,6 km² (0,2 mi²), de la cual toda es tierra.

## Demografía
Según la Oficina del Censo en 2000, había 235 personas residentes en el lugar, 97,5% de los cuales eran personas de raza blanca. Los ingresos medios por hogar en la localidad eran de $27,019, y los ingresos medios por familia eran $30,313. Los hombres tenían unos ingresos medios de $26,458 frente a los $19,000 para las mujeres. La renta per cápita para la localidad era de $12,041. Alrededor del 10.6% de la población de Sterling estaba por debajo del umbral de pobreza.